# Vortec
Vortec (Akronym für Viabahn Open Revascularisation TEChnique) ist eine mittels Viabahn (Gore) minimal invasiv durchgeführte Gefäßanastomose. Dabei wird ein kleinlumiger Stentgraft (5–13 mm im Durchmesser) in das Zielgefäß hineinteleskopiert. Sie wurde von Mario Lachat im Jahr 2008 entwickelt, mehrmals durchgeführt und publiziert. Sie findet Anwendung in der Gefäßchirurgie, meistens im Rahmen von Hybrideingriffen, bei denen Umleitungen (Bypässe) der Gefäßabgänge im Aortenbogen und/oder der thorako-abdominalen Aorta das Ziel haben, die Aorta endovaskulär behandeln zu können (EVAR, TEVAR etc.). Eine weitere Entwicklung dieser Anastomosentechnik (Gebraucht von großlumigen, respektive aortalen Stentgrafts mit einem Durchmesser von 16–45 mm) wurde bei größeren Gefäßen als Sutureless Telescoping Anastomosis Technique [STAT] beschrieben).

## Geschichte
Die erste Gefäßanastomose durch Naht wurde 1902 durch A. Carrel beschrieben. Gefäßanastomosen per Naht haben die Nachteile, dass die betreffenden Gefäße relativ weit exponiert werden müssen, abgeklemmt werden und, dass der Blutfluss während der Naht unterbrochen werden muss. Zudem sind Stichkanalblutungen häufig. Die Technik der teleskopierenden, selbst-expandierbaren Stentgrafts als Anastomose-Methode wurde 2008 von Mario Lachat entwickelt, mehrfach angewendet und publiziert. Diese „Nachteile/Begrenzungen“ motivierten früh die Chirurgen R. Abbe 1894 und E. Payr 1904 und eine Verbindungen mit einem Glasröhrchen bzw. einem Stent herzustellen. Allerdings waren die Stents aus einem zuckerähnlichen Stoff, was nicht dauerhaft war. Die spätere Erfindung metallischer Stents und noch später Stentgrafts war aber ein wichtiger Beitrag, der schließlich Mario Lachat zur Technik der teleskopierenden, selbst-expandierbaren Stentgrafts Anastomose-Methode Technik 2008 führte. Die erste Erfahrung (alle konsekutive Patienten ohne Ausnahme) wurde im Jahr 2011 publiziert und an zahlreichen Kongressen (Society for Vascular Surgery / Veith-Kongress) vorgestellt.

## Indikationen
Renoviszerales oder supraaorates Debranching insbesondere im Rahmen von hybriden Gefäßeingriffen (mit anschließenden TEVAR und/oder EVAR)
STAT (Sutureless Telescoping Anastomosis Technique): Frozen elephant trunk, Leriche-Syndrom
Ausgangslage mit erhöhtem Risiko bei eine handgenähte Gefäßanastomse:
Schwieriger Zugang
- auf Grund von Obesitas
- auf Grund von Voroperationen

### Mögliche Einschränkungen / Kontraindikationen
- Kosten
- Ziel-Gefäßdurchmesser unter 4 mm
- schwere, ausgedehnte Verkalkungen

## Technik
Bei der VORTEC-Technik handelt es sich um eine funktionelle End-zu-End-Anastomose zwischen einem Gefäß und einem Gefäßersatzprodukt, bei der statt Nähten ein selbstexpandierbarer Graft teleskopierend verwendet wird (STAT (stureless Telescoping Anastomosis Technique)). Meist erfolgt sie als Seit-zu-End- oder End-zu-Seit-Anastomose. Zur Absicherung gegen sekundäre Dislokationen werden äußerlich fakultativ noch bis zu vier Halte- und Fixations-Nähte angebracht. Anwendung findet diese Technik vor allem bei Hybrideingriffen, wo aortale Seitenäste umgeleitet werden müssen, da diese Gefäßabzweigungen (supraaortale oder renoviscerale Gefäße) vom aortaloen Stentgraft verschlossen bzw. abgedeckt werden.

## Vorgehen (vgl. Bilder)
1. Punktion des Ziel-Gefäßes
2. Einführen des Führungsdrahtes

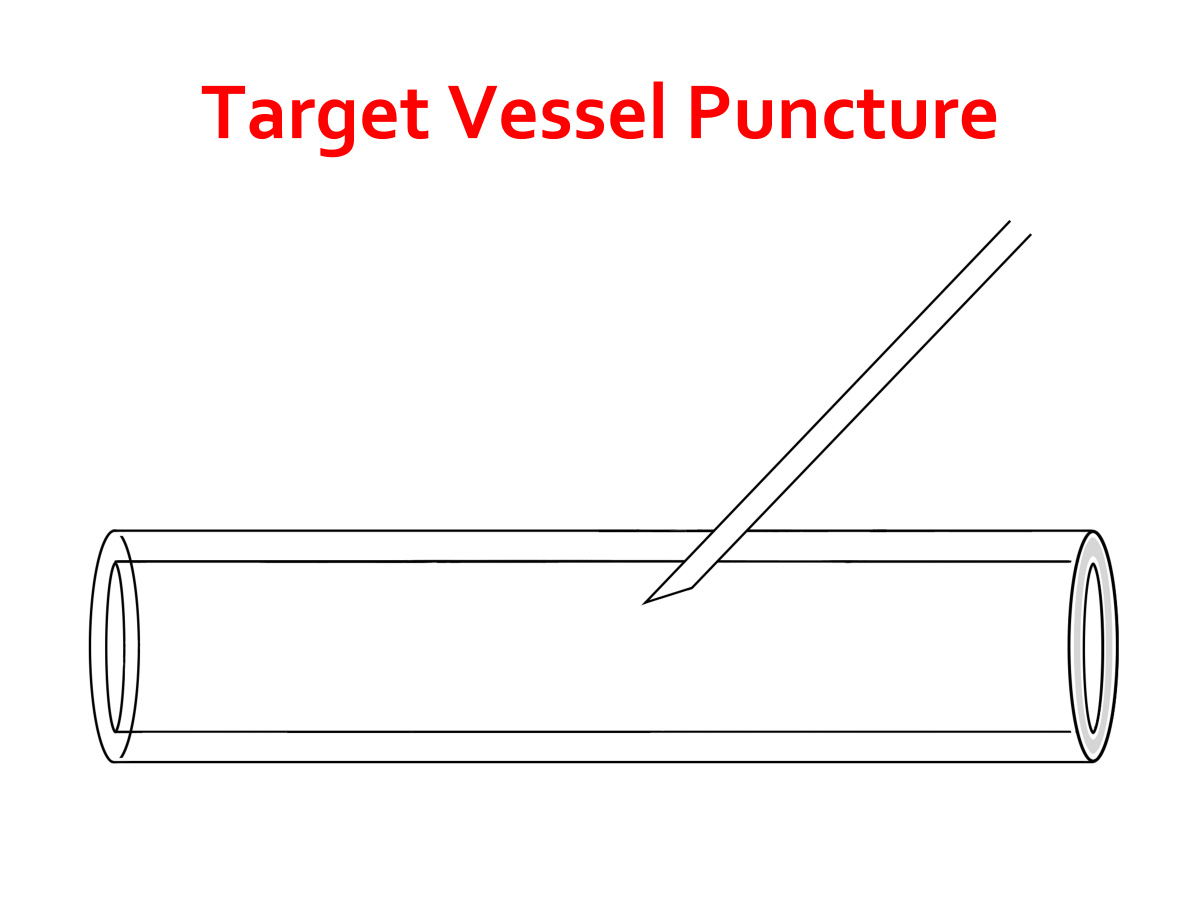
Punktion des Gefäßes

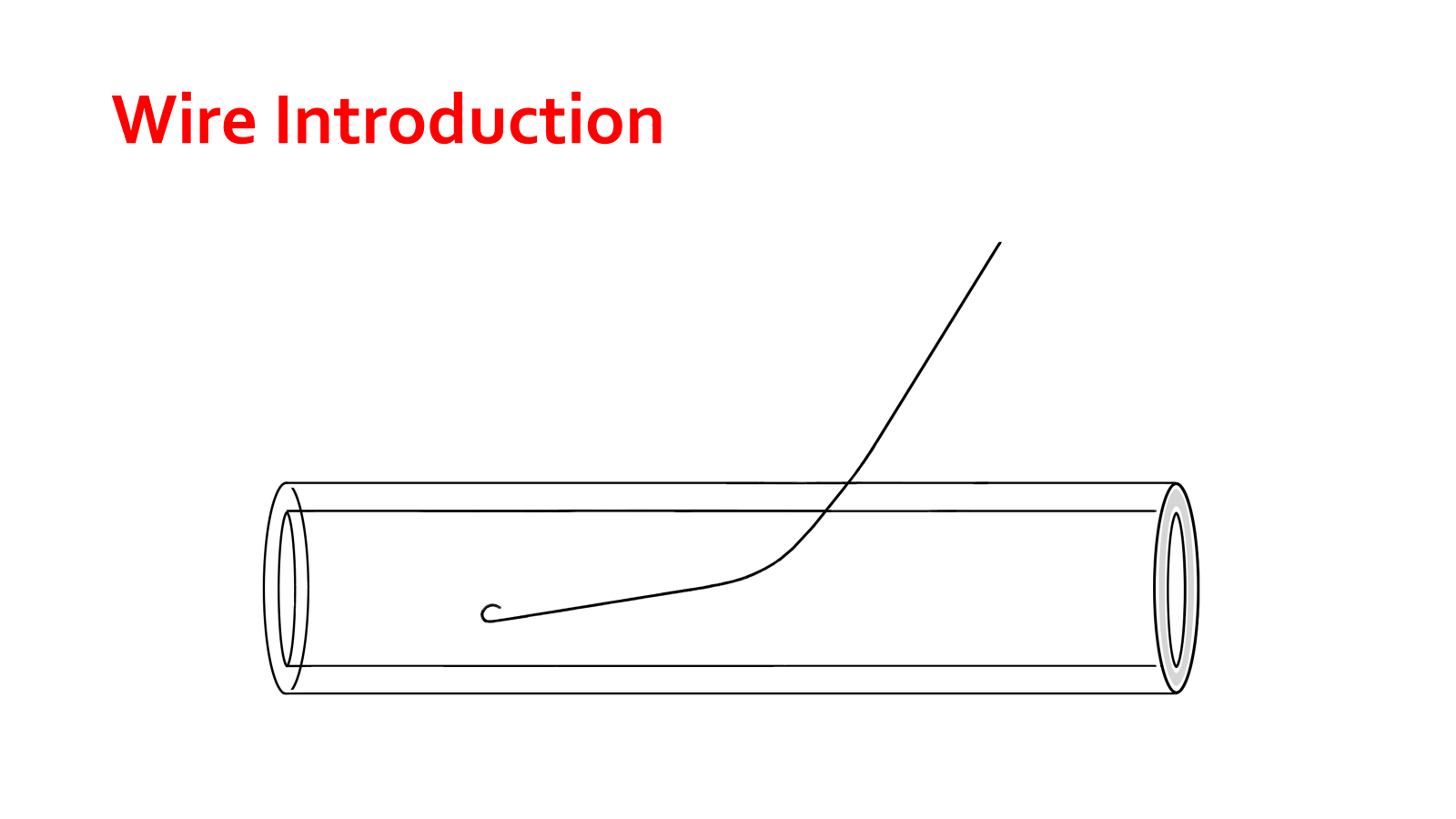
Einführen des Führungsdrahtes

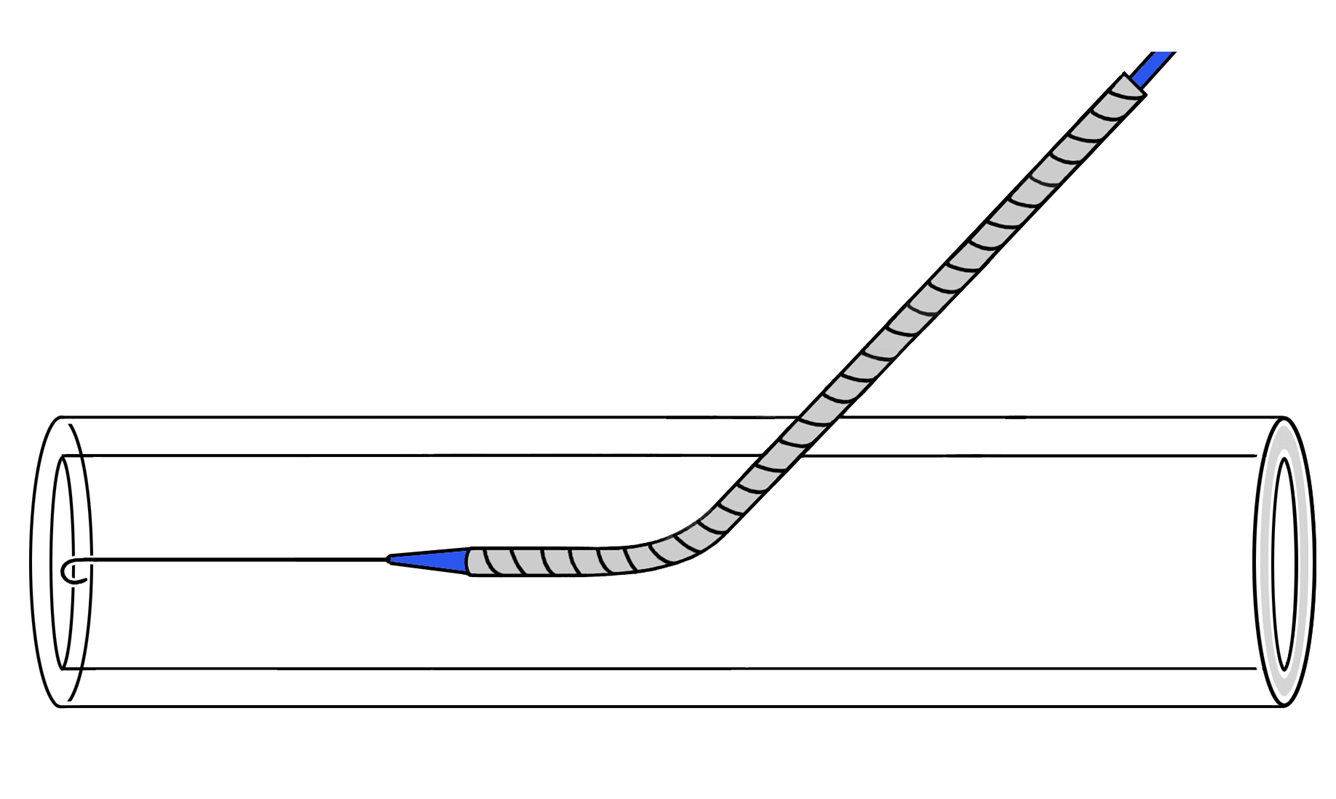
Einführen des Viabahn

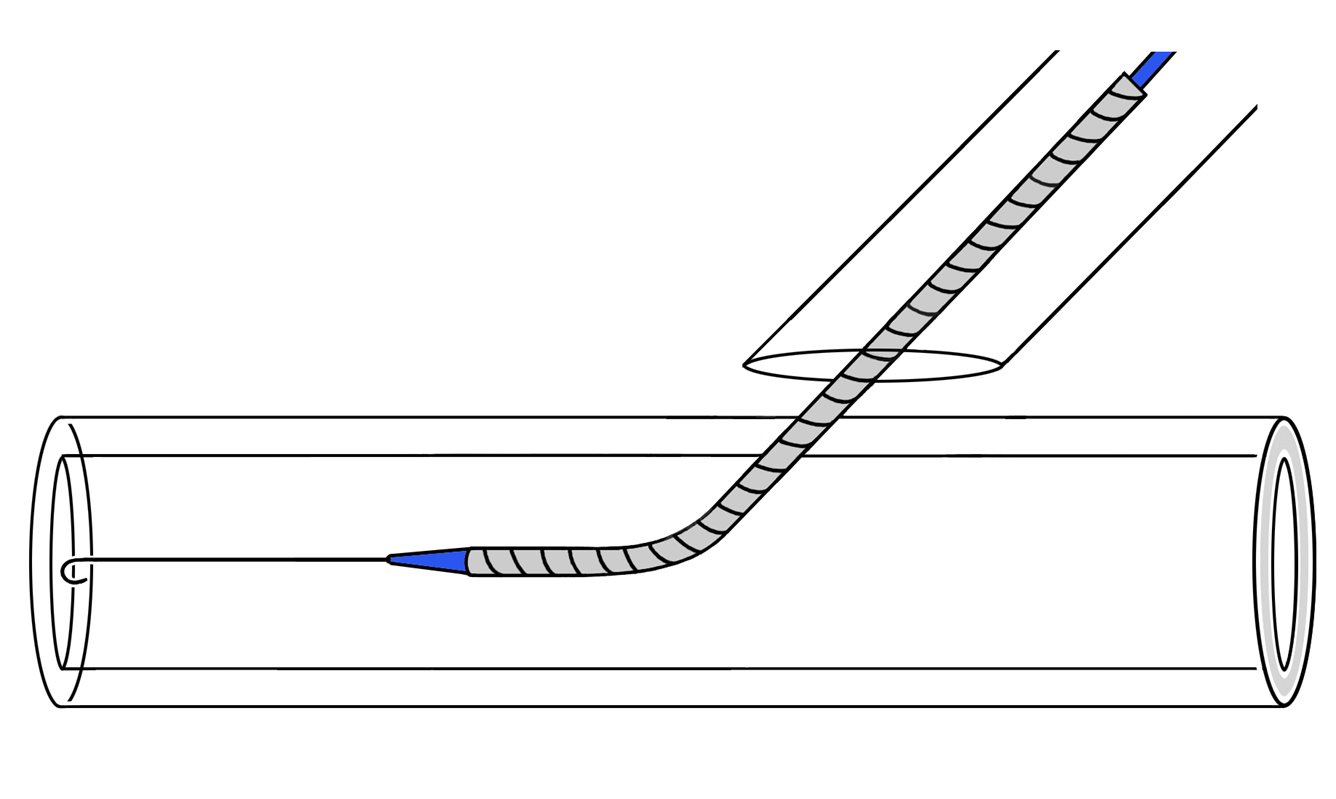
Konnektieren des Graftes mit dem Zielgefäß

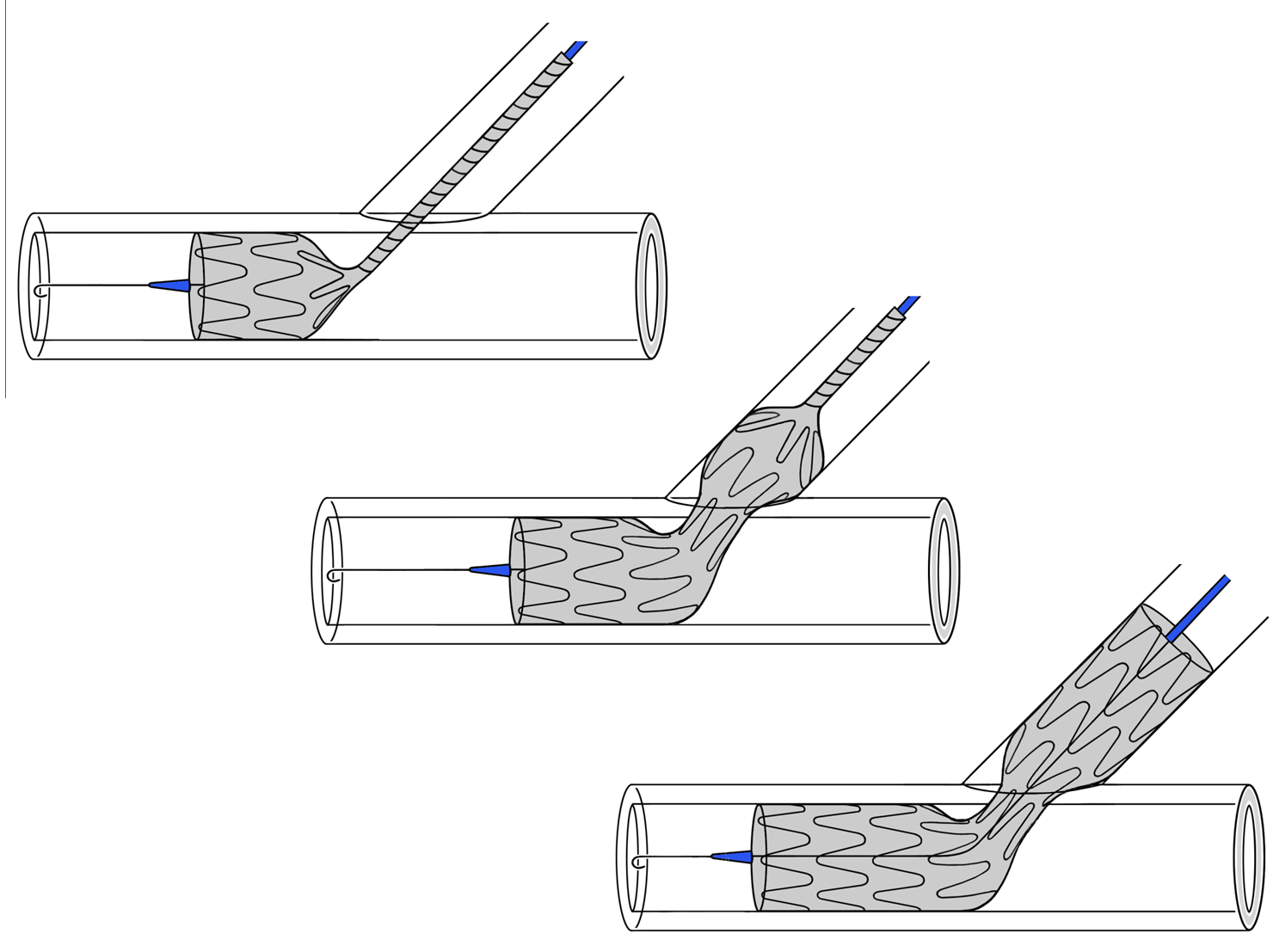
Entfalten des Viabahn

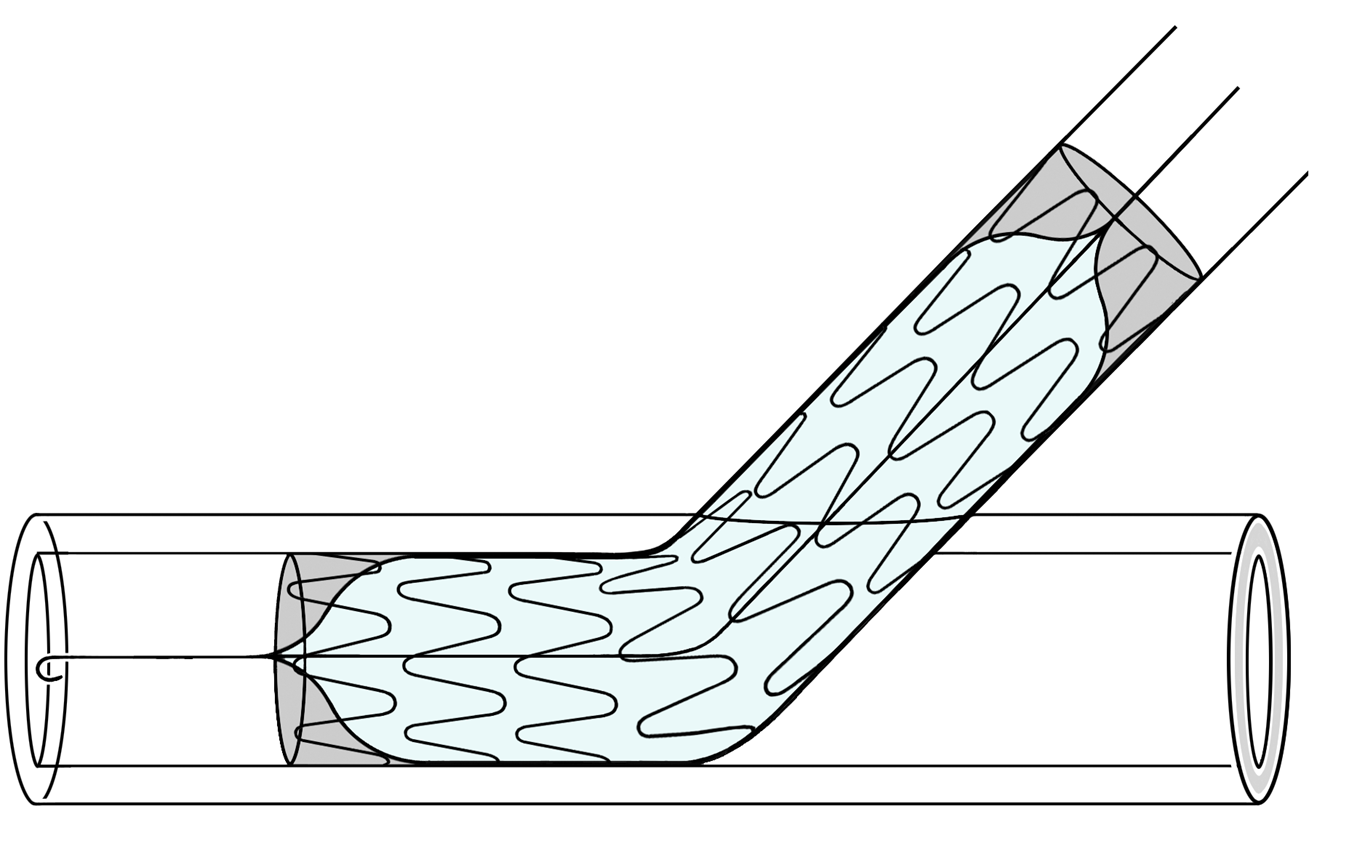
Ballonieren des Viabahn

3. Einführen des Viabahn über den Führungsdraht
4. Korrekte Positionierung des Viabahn, mindestens 2,5 cm (50 % der Länge) im Zielgefäß, mindestens 2,5 cm (50 % der Länge) im Graft
5. Konnektieren des Graftes mit dem Zielgefäß
6. Entfalten des Viabahn
7. Fixations-Ecknähte (2–4)
8. Ballonieren der Verbindungsstelle Graft-Verbindungs-Endograft

## Vorteile
- Minimale Dissektion: Dank der Möglichkeit Gefäßanastomosen alleine durch die Freilegung einer Gefäßwand einseitig auf einer Länge von ca. 1 bis 2 cm zu realisieren, können Anastomosen bei minimaler Dissektion und Exposition durchgeführt werden.
- Keine Abklemmzeit oder sehr kurze Ischämiezeit (< 1 min.): da während der ganzen Anastomosen-Dauer das Gefäß nicht abgeklemmt werden muss, wird die Ischämiezeit minimalisiert. Zudem entfallen die Läsionen am Gefäß durch Abklemm-Verletzungen.
- Weniger Anastomosen-Blutungen: Im Bereich der Anastomosen treten selten bis nie Blutungen auf, da die Anastomosen primär dicht sind und keine Stichkanal-Blutungen auftreten.
- Kürzere Operationszeiten: Im Vergleich zu konventionellen Anastomosen sind VORTEC-Anastomosen deutlich zeitsparend[10]
- Primäre Patency Rate nach 4 Jahren 85 %[11]: Die primäre Durchgängigkeit von VORTEC-Anastomosen nach vier Jahren ist mit 85 % sehr hoch. es traten keine Graft Frakturen oder sekundäre Dislokationen des Graftes auf.
- Analoges Vorgehen für alle Gefäße

## Risiken
- Sekundäre Dislokation der Anastomose
- mangelnde Fixation der Graftes am Zielgefäß, was zu einer sekundären Dislokation führen kann
- Perforation bei der Punktion nach dorsal am Zielgefäß
- Fehlpunktion (falsches Zielgefäß)
- falsche Dimension des Viaban im Verhältnis zum Zielgefäß: Bei zu großer Abmessung können im Zielgefäß Falten auftreten (infolding) und den Fluss beeinträchtigen, bei zu kleiner Abmessung besteht das Risiko der Dislokation und Blutung
- Überlappung des Viaban am Zielgefäß: zu geringe Ueberlappung kann zur Dislokation oder zu Nachblutungen führen; zu große Überlappung führt zur Okklusion von Seitenästen
- Abknicken des Viaban außerhalb des Zielgefäßes bei ungenügender Verbindung zwischen Viaban und Graft: dies kann vorkommen, da der Viaban sehr flexibel ist.

## Material-Voraussetzung für den Stentgraft zur Durchführung eines VORTEC
- Niedriges Profil
- hohe Flexibilität
- antithrombogene Innenfläche
- zum Beispiel: PropatenR[12]

## Produkte (Verbindungs-Grafts) auf dem Markt
- E-Vita open
- Flixene vasculat Graft
- Gore Hybrid Vascular Graft

## Video
- STAT (sutureless telescoping anastomosis technique) – YouTube